# Средњошколски центар „Јован Дучић“ Кнежево
Средњошколски центар „Јован Дучић” је носилац средњошколског образовања у општини Кнежево. Налази се у улици Дујка Комљеновића бб у Кнежеву.

## Историјат
Средњошколски центар „Јован Дучић” у Кнежеву је основан 1974. године као Средњошколски центар „Ђуро Пуцар Стари”. Прве школске године је имала 228 ученика и занимања металске, дрвно–прерађивачке, текстилне и економске струке. Рекордних осамсто ученика је имала школске 1981—1982. године. Данас броји 154 ученика у девет одјељења и двадесет и четири професора за дјелатности Угоститељство–туризам – туристички техничар, Економија–право–трговина – економски и пословно–правни техничар и Пољопривреда и прерада хране – пољопривредни техничар. У први разред школске 2023—2024. године су уписана занимања Економски техничар и Пословно–информатички техничар са по једним одјељење и шеснаест ученика.

## Активности
Средњошколски центар „Јован Дучић” је организатор разних активности, неке од њих су:
- Дјечија недеља[2]
- Међународни дан менталног здравља[3]
- Свјетски дан борбе против сиде[4]
- Пројекат „Кад се живот преокрене”[5]
- Кампања „Оружје не штити, оружје убија”[6]
- Хуманитарне акције „Један слаткиш, једно дијете” и „Нека младост уљепша старост”[7]
- Пројекат „Култура нас спаја”[8]
- Демонстративне вјежбе на тему заштита од земљотреса и снажних вјетрова[9]
- Предавања „Болести зависности, превенција и заштита (наркоманија, алкохолизам, штетност дувана)”[10]
- Предавање „Репродуктивно здравље младих”[11]
- Међународни дан средњошколаца и Међународни дан дјечијих права[12]